# Подлесье (Лужский район)
Подлесье — деревня в Володарском сельском поселении Лужского района Ленинградской области.

## История
На карте Санкт-Петербургской губернии Ф. Ф. Шуберта 1834 года, упоминается деревня Подлесье и в ней усадьба помещиков Браловских.

ПОДЛЕСЬЕ — деревня принадлежит девице Настасье Баралевской, число жителей по ревизии: 12 м. п., 11 ж. п.

подпоручице Дарье Селивановой, число жителей по ревизии: 14 м. п., 16 ж. п.

титулярному советнику Александру Блохину, число жителей по ревизии: 8 м. п., 9 ж. п.

поручику Михайле Назимову, число жителей по ревизии: 31 м. п., 30 ж. п. (1838 год)

Деревня Подлесье отмечена на карте профессора С. С. Куторги 1852 года.

ПОДЛЕСЬЕ — деревня господ Боролевской и Назимова, по просёлочной дороге, число дворов — 15, число душ — 64 м. п. (1856 год)

Согласно X-ой ревизии 1857 года деревня состояла из четырёх частей:

1-я часть: число жителей — 16 м. п., 17 ж. п. (из них дворовых людей — 2 м. п., 1 ж. п.)
  
2-я часть: число жителей — 4 м. п., 4 ж. п. (из них дворовых людей — 2 м. п., 1 ж. п.)

3-я часть: число жителей — 34 м. п., 34 ж. п.

4-я часть: число жителей — 21 м. п., 22 ж. п.

ПОДЛЕСЬЕ — деревня владельческая при речке Чернавке, число дворов — 18, число жителей: 67 м. п., 61 ж. п. (1862 год)

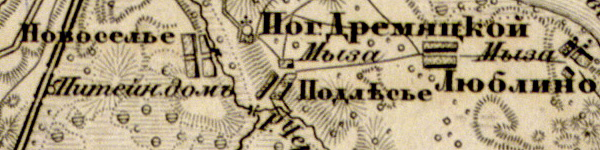
Деревня Подлесье на карте 1863 года

Согласно карте из «Исторического атласа Санкт-Петербургской Губернии» 1863 года в деревне Подлесье находилась мыза.
В 1865—1866 годах временнообязанные крестьяне деревни выкупили свои земельные наделы у П. А. Демидовой и стали собственниками земли.
В 1868—1869 годах временнообязанные крестьяне деревни выкупили свои земельные наделы у Н. Ф. Орловой.
В 1869—1870 годах временнообязанные крестьяне выкупили свои земельные наделы у А. М. Оларовской.
Согласно подворной описи Новосельского общества Городецкой волости 1882 года, деревня состояла из четырёх частей:
 
1) бывшее имение Орловой, домов — 6, душевых наделов — 14, семей — 6, число жителей — 22 м. п., 14 ж. п.; разряд крестьян — собственники.
  
2) бывшее имение Пушилова, домов — 1, душевых наделов — 2, семей — 1, число жителей — 1 м. п., 1 ж. п.; разряд крестьян — временнообязанные

3) бывшее имение Назимовой и Оларовской, домов — 21, душевых наделов — 34, семей — 13, число жителей — 37 м. п., 42 ж. п.; разряд крестьян — собственники

4) бывшее имение Демидова, домов — 10, душевых наделов — 15, семей — 9, число жителей — 23 м. п., 18 ж. п.; разряд крестьян — собственники.
Согласно материалам по статистике народного хозяйства Лужского уезда 1891 года, имение при селении Подлесье площадью 183 десятины принадлежало купцу Г. Васильеву, имение было приобретено частями с 1868 по 1884 год за 4150 рублей.
В XIX веке деревня административно относились к Городецкой волости 5-го земского участка 2-го стана Лужского уезда Санкт-Петербургской губернии, в начале XX века — 4-го стана.
По данным «Памятной книжки Санкт-Петербургской губернии» за 1905 год деревня Подлесье входила в Новосельское сельское общество.
С 1917 по 1927 год деревня находилась в составе Подлесского (1917—1924), а затем Новосельского (1924—1927) сельсоветов Городецкой волости Лужского уезда.

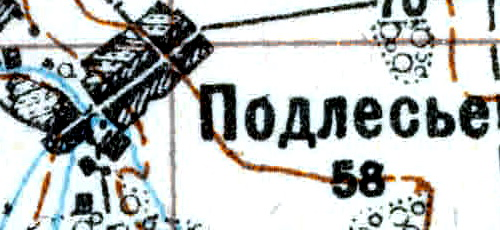
План деревни Подлесье. 1926 год

Согласно топографической карте 1926 года деревня насчитывала 58 дворов.
В 1927 году — в составе Лужской волости.
С 1928 года — в составе Городецкого сельсовета Лужского района.
По данным 1933 года деревня Подлесье входила в состав Городецкого сельсовета Лужского района.
C 1 августа 1941 года по 31 января 1944 года деревня находилась в оккупации.
В 1958 году население деревни составляло 122 человека.
По данным 1966 года деревня Подлесье также входила в состав Городецкого сельсовета.
По данным 1973 и 1990 годов деревня Подлесье входила в состав Володарского сельсовета.
В 1997 году в деревне Подлесье Володарской волости проживали 53 человека, в 2002 году — 52 человека (русские — 94 %).
В 2007 году в деревне Подлесье Володарского СП проживали 39 человек.

## География
Деревня расположена в южной части района на автодороге 41К-707 (Ивановское — Володарское).
Расстояние до административного центра поселения — 3 км.
Расстояние до ближайшей железнодорожной станции Луга — 24 км.
Через деревню протекает река Чернавка, правый приток реки Вревка.

## Демография
| 1838 | 1862 | 1958 | 1997 | 2007 | 2010 | 2017 |
| ---- | ---- | ---- | ---- | ---- | ---- | ---- |
| 131  | ↘128 | ↘122 | ↘53  | ↘39  | ↗45  | ↘41  |